# 369 f.Kr.

## Händelser

### Efter plats

#### Grekland
- Efter att ha kört bort den spartanska armé som har hotat Mantineia förflyttar sig Epaminondas från Thebe söderut och korsar floden Evrotas (Spartas gräns), som ingen fiendearmé har gått över i mannaminne. Spartanerna, som inte vill gå i strid mot den stora thebiska armén, håller sig inom stadsmurarna, medan thebierna och deras allierade härjar Lakonien.

- Epaminondas återvänder kortvarigt till Arkadien, varpå han marscherar söderut till Messenien, ett territorium, som spartanerna har erövrat mer än 200 år tidigare. Där börjar Epaminondas återuppbygga den antika staden Messene på berget Ithome, med fortifikationer som är bland de starkaste i hela Grekland. Han skickar därefter ut en kallelse till alla messenier i exil i hela Grekland att återvända och återuppbygga sitt hemland. Förlusten av Messenien är ytterst skadlig för spartanerna, eftersom detta territorium utgör en tredjedel av Spartas och innehåller hälften av deras heloter.

- När han återkommer till Thebe ställs Epaminondas inför rätta av sina politiska motståndare, som påstår att han har fört befälet längre än vad som är tillåtet. Trots att anklagelsen anses riktigt övertalar Epaminondas theibierna om att detta har varit nödvändigt för att skydda Thebe och dess allierade och för att minska Spartas makt. Därför dras anklagelsen tillbaka.

- I ett försök att skapa balans i maktkampen mot det nu mäktiga Thebe svarar Aten på en vädjan om hjälp från Sparta och allierar sig med sin traditionelle fiende.

- Vid den makedoniske kungen Amyntas III:s död blir hans äldste son Alexander II kung. Den unge kungen ställs samtidigt inför en illyrisk invasion från nordväst och ett anfall österifrån av den makedoniske tronkrävaren Pausanias (som snabbt erövrar flera städer och hotar drottningmodern Eurydike). Alexander besegrar sina fiender med hjälp av den atenske generalen Ifikrates, som har seglat till den makedoniska kusten, på väg att återta Amfipolis.

- Alexander av Ferai blir tyrann av Thessalien vid sin fars död. Alexanders tyranni får aleuadaerna i Larissa att söka Alexander II:s hjälp. Han får snart kontrollen över Larissa och flera andra städer samt sviker ett tidigare löfte han har avgivit genom att befästa dessa. Detta framkallar en fientlig reaktion från Thebe, varvid den thebiske generalen Pelopidas driver ut makedonierna ur Thessalien.

- Pelopidas tvingar Alexander att överge sin allians med Aten till förmån för Thebe, genom att hota att stödja Alexanders svåger, Ptolemaios av Aloros. Som del av denna nya allians tvingas Alexander överlämna gisslan, inklusive sin yngre bror Filip, Greklands framtide erövrare.
- Kleomenes II efterträder sin bror Agesipolis II som agiadisk kung av Sparta.

## Avlidna
- Amyntas II, kung av Makedonien
- Theaetetos, atensk matematiker (född cirka 417 f.Kr.)
- Zhou Lie Wang, kung av den kinesiska Zhoudynastin